# Culex restrictor
Culex restrictor är en tvåvingeart som beskrevs av Dyar och Frederick Knab 1906. Culex restrictor ingår i släktet Culex och familjen stickmyggor. Inga underarter finns listade i Catalogue of Life.